# La Chapelle-Hermier
La Chapelle-Hermier là một xã ở tỉnh Vendée trong vùng Pays de la Loire, Pháp. Xã này có diện tích 17,94 kilômét vuông, dân số năm 2006 là 681 người. Xã này nằm ở khu vực có độ cao trung bình 58 mét trên mực nước biển.
Xã này có cự ly 17 km so với Saint-Gilles-Croix-de-Vie và 30 km so với La Roche-sur-Yon, có sông Jaunay.

## Biến động dân số
| Năm | 1962 | 1968 | 1975 | 1982 | 1990 | 1999 | 2006 |
| --- | ---- | ---- | ---- | ---- | ---- | ---- | ---- |
| Dân số | 514  | 585  | 542  | 621  | 563  | 560  | 681  |
| From the year 1962 on: No double counting—residents of multiple communes (e.g. students and military personnel) are counted only once. |      |      |      |      |      |      |      |